# Bisbat de Viana (Angola)
El Bisbat de Viana  (portuguès: Diocese de Viana; llatí: Dioecesis Viananensis) és una seu de l'Església Catòlica a Angola, sufragània de l'arquebisbat de Luanda. El 2013 tenia 931.000 batejats al voltant de 1.863.000 habitants. Actualment és dirigida pel bisbe Joaquim Ferreira Lopes, O.F.M.

## Territori
La diòcesi està situada a la part nord-occidental d'Angola i ocupa una zona al sud d'Angola. La diòcesi comprèn les següents comunes: Palanca, Bom Jesus, Calumbo, Catete, Barra do Kwanza, Cabo Ledo, Mumbondo, Kilamba Kiaxi, Demba Chio, Muxima e Massangano. Limit al nord amb l'arquebisbat de Luanda i a l'est i sud amb el bisbat de Sumbe. La seu episcopal és la ciutat de Viana, on s'hi troba la catedral de São Francisco. Està subdividida en 16 parròquies.

## Història
La diòcesi ha estat erigida el 6 de juny de 2007 amb la butlla Cunctae catholicae del papa Benet XVI, aplegant territori de l'arquebisbat de Luanda.

## Cronologia dels bisbes
- Joaquim Ferreira Lopes, O.F.M., des del 6 de juny del 2007

## Estadístiques
A finals del 2013, la diòcesi tenia 931.000 batejats sobre una població de 1.863.000 persones, equivalent al 50,0% del total.
| any  | població | població  | població | sacerdots | sacerdots       | sacerdots       | sacerdots             | diaques | religiosos | religiosos | parroquies |
| ---- | -------- | --------- | -------- | --------- | --------------- | --------------- | --------------------- | ------- | ---------- | ---------- | ---------- |
| any  | batejats | total     | %        | total     | clergat secular | clergat regular | batejats por sacerdot | diaques | homes      | dones      |            |
| 2007 | 500.000  | 1.659.000 | 30,1     | 37        | 5               | 32              | 13.514                |         | ?          | ?          | 9          |
| 2010 | 836.916  | 1.674.856 | 50,0     | 32        | 2               | 30              | 26.153                |         | 52         | 75         | 10         |
| 2014 | 931.000  | 1.863.000 | 50,0     | 41        | 11              | 30              | 22.707                |         | 51         | 90         | 16         |